# Simon Lux
Simon Lux (* 1983) ist ein österreichischer Chemiker (Elektrochemie), Hochschullehrer an der Universität Münster und Institutsleiter an der Fraunhofer-Einrichtung Forschungsfertigung Batteriezelle (FFB).

## Leben
Lux studierte von 2002 bis 2008 Technische Chemie an der Technischen Universität Graz. Im Jahr 2011 promovierte er zum Dr. rer. nat. am Batterieforschungszentrum Münster Electrochemical Energy Technology (MEET) der Universität Münster. Nach seiner Promotion war er von 2011 bis 2013 am Lawrence Berkeley National Laboratory, USA, tätig. Anschließend wechselte er in die Industrie, wo er verschiedene leitende Positionen bei der BMW Group innehatte.
Im Jahr 2022 nahm Lux einen Ruf auf eine Professur für Angewandte Elektrochemische Energiespeichertechnik und Wirtschaftschemie an der Universität Münster an. Dort ist er seitdem einer von drei Professoren im Fachgebiet Wirtschaftschemie am Institut für betriebswirtschaftliches Management im Fachbereich Chemie und Pharmazie. 2022 wurde Lux außerdem Mitglied der Institutsleitung der Fraunhofer-Einrichtung Forschungsfertigung Batteriezelle FFB in Münster.

## Veröffentlichungen (Auswahl)
- Wesselkämper, J., Dahrendorf, L., Mauler, L., Lux, S., & Von Delft, S. (2024). A battery value chain independent of primary raw materials: Towards circularity in China, Europe and the US. Resources, Conservation and Recycling, 201, 107218.
- Bachman, J. C., Muy, S., Grimaud, A., Chang, H. H., Pour, N., Lux, S. F., ... & Shao-Horn, Y. (2016). Inorganic solid-state electrolytes for lithium batteries: mechanisms and properties governing ion conduction. Chemical Reviews, 116(1), S. 140–162.
- Gauthier, M., Carney, T. J., Grimaud, A., Giordano, L., Pour, N., Chang, H. H., ... & Shao-Horn, Y. (2015). Electrode–electrolyte interface in Li-ion batteries: current understanding and new insights. The Journal of Physical Chemistry Letters, 6(22), S. 4653–4672.
- Andre, D., Kim, S. J., Lamp, P., Lux, S. F., Maglia, F., Paschos, O., & Stiaszny, B. (2015). Future generations of cathode materials: an automotive industry perspective. Journal of Materials Chemistry A, 3(13), S. 6709–6732.
- Placke, T., Rothermel, S., Fromm, O., Meister, P., Lux, S. F., Huesker, J., ... & Winter, M. (2013). Influence of graphite characteristics on the electrochemical intercalation of bis (trifluoromethanesulfonyl) imide anions into a graphite-based cathode. Journal of the Electrochemical Society, 160(11), A1979.
- Placke, T., Fromm, O., Lux, S. F., Bieker, P., Rothermel, S., Meyer, H. W., ... & Winter, M. (2012). Reversible intercalation of bis (trifluoromethanesulfonyl) imide anions from an ionic liquid electrolyte into graphite for high performance dual-ion cells. Journal of the Electrochemical Society, 159(11), A1755.
- Appetecchi, G. B., Montanino, M., Balducci, A., Lux, S. F., Winterb, M., & Passerini, S. (2009). Lithium insertion in graphite from ternary ionic liquid-lithium salt electrolytes: I. Electrochemical characterization of the electrolytes. Journal of Power Sources, 192(2), S. 599–605.
- Lux, S. F., Schmuck, M., Appetecchi, G. B., Passerini, S., Winter, M., & Balducci, A. (2009). Lithium insertion in graphite from ternary ionic liquid–lithium salt electrolytes: II. Evaluation of specific capacity and cycling efficiency and stability at room temperature. Journal of Power Sources, 192(2), S. 606–611.